# Мальмгрен, Йонна
Йонна Мальмгрен (швед. Jonna Malmgren, род. 21 июня 2001) — шведская спортсменка, борец вольного стиля, двукратная чемпионка Европы. Чемпионка летних юношеских Олимпийских игр 2018 года. 

## Биография
Родилась 21 июня 2001 года в Швеции. С 2016 года выступает на международных соревнованиях по борьбе. Двукратная чемпионка Европы среди юношей и девушек. Чемпионка мира 2021 года среди юниоров. 
В 2018 на летних юношеских Олимпийских играх в Буэнос-Айресе в категории до 49 кг стала победительницей. В финале поборола спортсменку из Узбекистана Шохиду Ахмедову.   
На чемпионате Европы 2022 года, который проходил в Будапеште, в весовой категории до 53 кг, шведская спортсменка стала чемпионкой. В финале она поборола спортсменку из Греции Марию Преволараки. 
В апреле 2023 года на чемпионате Европы в Хорватии, Йонна вновь завоевала золотую медаль в категории до 53 кг. На этот раз в финале она смогла победить Стальвиру Оршуш, представляющую на этом турнире Венгрию. 